# Classe Brandenburg (cuirassé)
Pour les autres classes de navires du même nom, voir Classe Brandenburg.
La classe Brandenburg est une série de cuirassés de type pré-dreadnought construits pour la Marine impériale allemande. Élaborée et mise en place dans les années 1890, elle est la première classe de cuirassés de la marine allemande. 
La classe comprend quatre navires : le Brandenburg, le Kurfürst Friedrich Wilhelm, le Weißenburg et le Wörth. 

Les quatre navires sont déployés dans les eaux chinoises durant la révolte des Boxers en 1900. En 1910, le Kurfürst Friedrich Wilhelm et le Weißenburg sont vendus à l'Empire ottoman. Le Kurfürst Friedrich Wilhelm est coulé par un sous-marin britannique en 1915 et le Weißenburg, qui a survécu à la Première Guerre mondiale, est démoli en 1938. Le Brandenburg et le Wörth ont été cantonnés à des postes mineurs durant la Première Guerre mondiale. Puis ils furent démantelés.

## Caractéristiques techniques

### Caractéristiques générales
Les navires de la classe Brandenburg affichent une longueur de flottaison de 113,9 mètres (374 pieds) pour une longueur totale de 115,7 mètres (380 pieds). La plus grande grande largeur, ou maître-bau, de chacun des cuirassés est de 19,5 mètres, augmentée à 19,74 mètres (64,8 pieds) avec l'ajout de filets anti-torpilles, et le tirant d'eau est de 7,6 mètres (25 pieds) standard et 7,9 mètres (26 pieds) à pleine charge. Leur déplacement en charge est de 10 013 tonnes.

### Classe Brandenburg
| Nom                            | Lancement         | Service effectif | Fin de carrière | Photo |
| ------------------------------ | ----------------- | ---------------- | --------------- | ----- |
| SMS Brandenburg                | 21 septembre 1891 | 19 novembre 1893 | détruit en 1920 |       |
| SMS Kurfürst Friedrich Wilhelm | 30 juin 1891      | 29 avril 1894    | vendu en 1910   |       |
| SMS Weißenburg                 | 14 décembre 1891  | 14 octobre 1894  | vendu en 1910   |       |
| SMS Wörth                      | 6 août 1892       | 31 octobre 1893  | détruit en 1919 |       |

## Sources
- (en) Cet article est partiellement ou en totalité issu de l’article de Wikipédia en anglais intitulé « Brandenburg-class battleship » (voir la liste des auteurs).